# Фигерас Монтель, Хорди
Жо́рди Фиге́рас Монте́ль (исп. Jordi Figueras Montel; род. 16 мая 1987, Льейда), известный в России как Хорди — испанский футболист, защитник клуба «Расинг» из Сантандера.

## Клубная карьера
Родился в Льейде. Воспитанник местного футбольного клуба «Льейда».
В 2005 году перешёл во вторую резервную команду мадридского «Реала». Летом 2008 года перешёл в «Сельту», где поначалу выступал за резервный состав, но в 2009 году стал регулярно появляться на поле в основном составе команды.
В феврале 2010 года перешёл в российский клуб «Рубин» из Казани.
14 марта 2010 года с первых минут вышел на поле в домашней игре против «Локомотива». «Рубин» выиграл со счётом 2:0.
25 августа 2010 года Хорди был арендован клубом «Вальядолид». Позже он сказал:

Для меня это был хороший опыт как в личном плане, так и в футбольном. Например, в российском чемпионате я научился играть более агрессивно. Я никогда не жалел о том, что сделал. Это была хорошая возможность в моей жизни. «Рубин» — отличный клуб. Это интересный проект. Кроме того, повторюсь, я многому научился на личном уровне.

Летом 2011 года снова отправился в аренду, на сей раз — в «Райо Вальекано».
Зимой 2012 года перешёл в «Брюгге».
Летом 2016 года перешёл из турецкого «Эскишехирспора» в клуб второй немецкой бундеслиги «Карлсруэ».

## Достижения
Реал Мадрид C
- Победитель Терсеры: 2005/06
- Обладатель Кубка Сообщества: 2007/08

 Рубин
- Обладатель Суперкубка России: 2010
- Бронзовый призёр Чемпионата России: 2010

 Брюгге
- Вице-чемпион Бельгии: 2011/12